# Kategoria Superiore 2010-2011
La Kategoria Superiore 2010-2011 è stata la 72ª edizione della massima serie del campionato albanese di calcio disputata tra il 21 agosto 2010 e il 14 maggio 2011. Il torneo è stato vinto dallo Skënderbeu, che ha conquistato così il secondo titolo della sua storia.
Capocannoniere del torneo fu Daniel Xhafaj (Flamurtari Valona) con 19 reti.

## Formula
Come nella stagione precedente le squadre partecipanti furono 12 e disputarono un turno di andata-ritorno-andata per un totale di 33 partite.
Le ultime due classificate furono retrocesse in Kategoria e Parë mentre terzultima e quartultima giocarono uno spareggio contro la terza e la quarta della seconda serie per la permanenza nel massimo campionato.
Le squadre qualificate alle coppe europee furono quattro: la vincente del campionato fu ammessa alla UEFA Champions League 2011-2012; la seconda, la terza classificata e la vincente della Coppa d'Albania alla UEFA Europa League 2011-2012.

## Squadre partecipanti
| Club              | Città   | Stadio                 | Allenatore      | Posizione nel 2009-2010          |
| ----------------- | ------- | ---------------------- | --------------- | -------------------------------- |
| Besa Kavajë       | Kavajë  | Stadio Besa            | Gert Haxhiu     | 2º posto in Kategoria Superiore  |
| Bylis Ballsh      | Ballsh  | Stadio Adush Muça      | Nikola Ilievski | 1º posto in Kategoria e Parë     |
| Dinamo Tirana     | Tirana  | Stadio Qemal Stafa     | Ilir Daja       | Campione d'Albania               |
| Elbasani          | Elbasan | Stadio Ruzhdi Bizhuta  | Esad Karišik    | 2º posto in Kategoria e Parë     |
| Flamurtari Valona | Valona  | Stadio Flamurtari      | Gugash Magani   | 5º posto in Kategoria Superiore  |
| Kastrioti         | Krujë   | Stadiumi Kastrioti     | Ramadan Ndreu   | 9º posto in Kategoria Superiore  |
| Laçi              | Laç     | Stadio Laçi            | Stavri Nica     | 9º posto in Kategoria Superiore  |
| Shkumbini         | Peqin   | Stadio Peqin           | Agim Canaj      | 7º posto in Kategoria Superiore  |
| Skënderbeu        | Coriza  | Stadio Skënderbeu      | Shkëlqim Muça   | 10º posto in Kategoria Superiore |
| Teuta             | Durazzo | Stadio Niko Dovana     | Edi Martini     | 8º posto in Kategoria Superiore  |
| Tirana            | Tirana  | Stadio Selman Stërmasi | Mišo Krstičević | 3º posto in Kategoria Superiore  |
| Vllaznia          | Scutari | Stadio Loro Boriçi     | Mirel Josa      | 6º posto in Kategoria Superiore  |

## Classifica finale
|                    | Pos. | Squadra           | Pt | G  | V  | N  | P  | GF | GS | DR  |
| ------------------ | ---- | ----------------- | -- | -- | -- | -- | -- | -- | -- | --- |
| Albania (bandiera) | 1.   | Skënderbeu        | 73 | 33 | 23 | 4  | 6  | 52 | 23 | +29 |
|                    | 2.   | Flamurtari Valona | 66 | 33 | 22 | 3  | 8  | 62 | 27 | +35 |
|                    | 3.   | Vllaznia          | 59 | 33 | 17 | 8  | 8  | 41 | 27 | +14 |
|                    | 4.   | Laçi              | 47 | 33 | 14 | 5  | 14 | 44 | 44 | 0   |
|                    | 5.   | Tirana            | 44 | 33 | 11 | 10 | 10 | 42 | 31 | +11 |
|                    | 6.   | Bylis Ballsh      | 43 | 33 | 13 | 4  | 16 | 44 | 48 | -4  |
|                    | 7.   | Teuta             | 42 | 33 | 11 | 9  | 13 | 38 | 40 | -2  |
|                    | 8.   | Kastrioti         | 42 | 33 | 11 | 9  | 13 | 40 | 47 | -7  |
|                    | 9.   | Shkumbini         | 42 | 33 | 12 | 6  | 15 | 43 | 54 | -11 |
|                    | 10.  | Dinamo Tirana     | 39 | 33 | 10 | 9  | 14 | 46 | 50 | -4  |
|                    | 11.  | Besa Kavajë       | 39 | 33 | 10 | 9  | 14 | 35 | 47 | -12 |
|                    | 12.  | Elbasani          | 12 | 33 | 4  | 3  | 26 | 30 | 79 | -49 |

Legenda:

      Campione d'Albania e ammesso alla UEFA Champions League
      Ammesso alla UEFA Europa League
      Retrocesso in Kategoria e Parë
Note:

Tre punti a vittoria, uno a pareggio, zero a sconfitta.
Elbasani e Flamurtari penalizzati di 3 punti.

## Spareggi promozione-retrocessione
La nona e la decima classificata affrontarono in gara unica rispettivamente la quinta e la sesta classificata della Kategoria e Parë 2010-2011. Le vincenti parteciperanno alla Kategoria Superiore 2011-2012.
| Durazzo 25 maggio 2011                           | Shkumbini | 1 – 0 | Adriatiku |  |
| \| \| \| \| \| Mustafaj 90+3’ \| Marcatori \| \| |           |       |           |  |
|                                                  |           |       |           |  |
| Mustafaj 90+3’                                   | Marcatori |       |           |  |

| Kavajë 26 maggio 2011                                                                    | Besëlidhja | 1 – 4                                         | Dinamo Tirana |  |
| \| \| \| \| \| Lika 36’ \| Marcatori \| 38’ Ferraj 44’ Martinena 54’ Allmuça 64’ Vila \| |            |                                               |               |  |
|                                                                                          |            |                                               |               |  |
| Lika 36’                                                                                 | Marcatori  | 38’ Ferraj 44’ Martinena 54’ Allmuça 64’ Vila |               |  |

## Statistiche e record

### Classifica marcatori
| Gol |  |  | Giocatore           | Squadra           |
| --- |  |  | ------------------- | ----------------- |
| 19  |  |  | Daniel Xhafaj       | Flamurtari Valona |
| 14  |  |  | Pero Pejić          | Tirana            |
| 13  |  |  | Brunild Pepa        | Teuta             |
| 13  |  |  | Emiljano Vila       | Dinamo Tirana     |
| 13  |  |  | Alfredo Rafael Sosa | Skënderbeu        |
| 13  |  |  | Vilfor Hysa         | Laçi              |
| 11  |  |  | Vioresin Sinani     | Vllaznia          |
| 11  |  |  | Elis Bakaj          | Dinamo Tirana     |
| 11  |  |  | Mladen Brkić        | Dinamo Tirana     |
| 10  |  |  | Sebino Plaku        | Flamurtari Valona |
| 10  |  |  | Fjodor Xhafa        | Bylis Ballsh      |

### Capoliste solitarie
- 4ª giornata:  Flamurtari Valona
- 5ª giornata alla 10ª giornata:  Dinamo Tirana
- Dall'11ª giornata alla 27ª giornata:  Flamurtari Valona
- Dalla 28ª giornata alla 33ª giornata:  Skënderbeu

### Record
- Maggior numero di vittorie:  Skënderbeu (23)
- Minor numero di sconfitte:  Skënderbeu (6)
- Migliore attacco:  Flamurtari Valona (62 gol fatti)
- Miglior difesa:  Skënderbeu (23 gol subiti)
- Miglior differenza reti:  Flamurtari Valona (+35)
- Maggior numero di pareggi:  Tirana (14)
- Minor numero di pareggi:  Elbasani (4)
- Minor numero di vittorie:  Elbasani (3)
- Maggior numero di sconfitte:  Elbasani (26)
- Peggiore attacco:  Elbasani (30 gol fatti)
- Peggior difesa:  Elbasani (79 gol subiti)
- Peggior differenza reti:  Elbasani (-49)

### Verdetti
- Campione d'Albania:  Skënderbeu.
- Qualificata alla UEFA Champions League:  Skënderbeu.
- Qualificate alla UEFA Europa League:  Tirana,  Flamurtari Valona e  Vllaznia.
- Retrocesse in Kategoria e Parë:  Elbasani e  Besa Kavajë.